# Bondgraph
Ein Bondgraph ist die grafische Darstellung (oder graphische Darstellung) des mathematischen Modells eines physikalischen dynamischen Systems. Graphen bestehen aus Kanten und Knoten, wobei die Knoten Objekte oder Zustände repräsentieren und Kanten für materielle, energetische oder informatorische Verbindungen zwischen den Knoten stehen. Andere bekannte Formen grafischer Darstellungen von Modellen dynamischer Systeme sind das Blockdiagramm (Blockschaltbild) und der Signalflussplan. Während die Kanten im Blockdiagramm uni-direktional sind, stellen die Kanten des Bondgraphen (englisch Bond, deutsch ,Verbindung'  ) den bi-direktionalen Austausch von physikalischer Energie zwischen den Knoten dar. Mit Bondgraphen fällt es leicht, Multi-Domänen-Systeme darzustellen, wie sie typischerweise im Fachgebiet der Mechatronik häufig auftreten.
Ein physikalisches dynamisches System besteht aus Objekten, die beispielsweise in der Elektrotechnik als Eintore (Zweipole), Zweitore (Vierpole) oder Vieltore (Multipole, englisch ,multiport') bezeichnet werden. Schon im 19. Jahrhundert wurde von dem britischen Physiker Oliver Heaviside die Elektro-Hydraulische Analogie entwickelt, in der Bezüge zwischen den Gesetzmäßigkeiten hydraulischer und elektrischer Systeme dargelegt wurden. Ähnliches lässt sich auch für andere Domänen wie der Mechanik, dem Magnetismus und der Thermodynamik feststellen. Zwischen den Systemobjekten fließt Energie ({\displaystyle dE/dt}), d. h. es wird Leistung übertragen. Der Übertragungsweg wird als Bond bezeichnet, wobei die Leistung immer als das Produkt zweier Leistungsvariablen, einer Flussvariablen und einer Potentialvariablen (auch „Potenzialvariable“) darstellt werden kann. Die Flussvariable wird im Englischen als Flow (deutsch Fluss) und mit dem Kleinbuchstaben „f“ bezeichnet, die Potentialvariable heißt Effort und wird mit dem Kleinbuchstaben „e“ bezeichnet. Diese Variablen werden auch als allgemeingültige oder generalisierte Variablen bezeichnet. Beispielsweise ist in der elektrischen Domäne die Flussgröße der elektrische Strom i und die Effortgröße die elektrische Spannung U, weil für die elektrische Leistung gilt: {\displaystyle P=U\cdot i}.

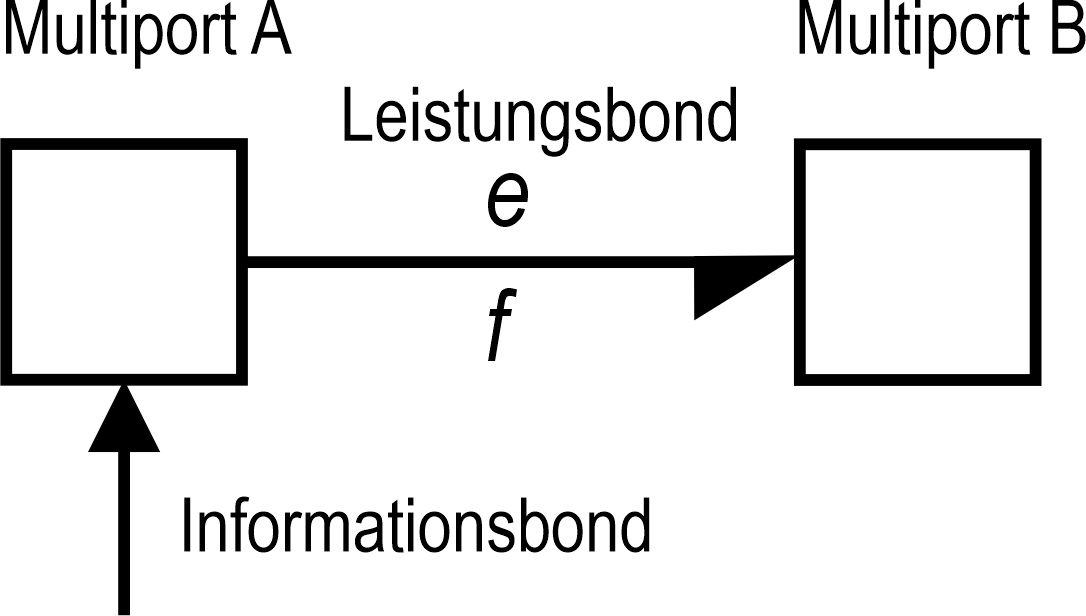
Zwei Multiports A und B, die durch einen Leistungsbond untereinander verbunden sind.

Die in Signalflussplänen üblichen Verbindungen zwischen Blöcken werden als „normale“ Pfeile ( {\displaystyle \longrightarrow }) dargestellt. Ein Leistungsbond wird in einem Bondgraphen als Halbpfeil dargestellt, der zwei Objekte des Systems miteinander verbindet. Die Wahl des Halbpfeils dient zur Unterscheidung von Signalverbindungspfeilen. Tritt in einem Bondgraphen keine wesentliche Leistungsübertragung zwischen zwei Multiports auf, sondern nur eine Informationsübertragung, so wird diese Verbindung als Informationsbond bezeichnet und mit dem üblichen Pfeilsymbol dargestellt. Am Leistungsbond kann man zur Kennzeichnung oberhalb des Halbpfeils den Effort e und unterhalb den Flow f notieren. Die Richtung des positiven Energieflusses kann mit Hilfe der Richtungsinformation des Halbpfeils willkürlich gewählt werden, sollte sich aber sinnvollerweise an den tatsächlichen physikalischen Gegebenheiten orientieren. Ist beispielsweise der Multiport A eine Energiequelle und der Multport B eine Energiesenke, so entspricht die Richtung des Leistungsbonds der physikalischen Richtung des Energieflusses.
Um aus einem Bondgraphen eine Zustandsraumdarstellung ableiten zu können, die in der Regel für eine computergestützte Simulation des Systems benötigt wird, ist als weitere Information im Bondgraphen die Kausalität der Leistungsbonds erforderlich. Dazu wird mit einem kurzen Querstrich am Anfang oder am Ende des Bonds die Richtung des Efforts in diesem Bond gekennzeichnet. Die Kennzeichnung der Kausalität ist dabei nicht willkürlich, sondern erfolgt nach den weiter unten beschriebenen Regeln. Die Kausalität legt fest, welche der beiden Leistungsvariablen die unabhängige und welche die abhängige Variable darstellen.
Das Konzept des Bondgraphen wurde von dem amerikanischen Professor Henry Paynter am MIT entwickelt und von seinen Schülern weitergeführt.

## Allgemeingültige (generalisierte) Variablen
Da es in allen Domänen Effort- und Flow-Größen gibt, werden die Variablen e und f als allgemeingültige oder generalisierte Variablen bezeichnet. Die Leistung, die in einen Multiport hinein- oder herausfließt, ist bei dynamischen Prozessen von der Zeit t abhängig, so dass die Leistung P mit Hilfe der generalisierten Variablen als {\displaystyle P(t)=e(t)\cdot f(t)} geschrieben werden kann. Man kann mit Bondgraphen sowohl konzentrierte Bauelemente ( engl. lumped systems) der unterschiedlichen Domänen als auch Bauteile mit verteilten Parametern und außerdem nichtlineare Systeme modellieren. In der Gruppe der konzentrierten Bauelemente gibt es folgende Typen unterschiedlicher Systemeigenschaften:
- Erzeugung von Energie[8]
- Verbrauch von Energie (Dissipation)
- Umwandlung von Energie
- Speicherung von Energie

Bei der Speicherung von Energie wird entweder die Flow- oder die Effortgröße im Speicher integriert, so dass dieser je nach Vorzeichen gefüllt oder geleert wird. Für die gespeicherte Energie {\displaystyle E(t)} gilt:
{\displaystyle E(t)=\int _{}^{t}P(t)\cdot dt=\int _{}^{t}e(t)\cdot f(t)\cdot dt}
Um daher Speicherelemente modellieren zu können, werden die Integrale über den Effort und den Flow benötigt. Diese Größen sind zwei weitere generalisierte Größen der Bondgraphenmethodik und werden als generalisierter Impuls {\displaystyle p(t)} und generalisierte Verschiebung {\displaystyle q(t)} (engl. displacement) bezeichnet:
{\displaystyle p(t)=\int _{}^{t}e(t)\cdot dt=p_{0}+\int _{t_{0}}^{t}e(t)\cdot dt} {\displaystyle q(t)=\int _{}^{t}f(t)\cdot dt=q_{0}+\int _{t_{0}}^{t}f(t)\cdot dt}
Die Darstellung dieser Zusammenhänge findet man auch in der Form:
{\displaystyle {{dp(t) \over dt}=e(t),\quad dp(t)=e(t)\cdot dt;}\quad {{dq(t) \over dt}=f(t),\quad dq(t)=f(t)\cdot dt}}
Man kann die Energie anstelle in Abhängigkeit von der Zeit t als abhängig vom Impuls p(t), oder von der Verschiebung q(t) darstellen:
{\displaystyle E(t)=\int _{}^{t}P(t)\cdot dt=\int _{}^{t}e(t)\cdot {dq(t) \over dt}\cdot dt=\int _{}^{t}e(t)\cdot dq(t)}
{\displaystyle E(t)=\int _{}^{t}P(t)\cdot dt=\int _{}^{t}f(t)\cdot {dp(t) \over dt}\cdot dt=\int _{}^{t}f(t)\cdot dp(t)}
Daraus folgt für die Energie:
{\displaystyle E(q)=\int _{}^{q}e(q)\cdot dq\qquad E(p)=\int _{}^{p}f(p)\cdot dp}
Als Beispiel für diese Abhängigkeit möge die Domäne der Mechanik dienen. Zwei wichtige Energiegrößen sind hier die potentielle Energie {\displaystyle E_{pot}} und die kinetische Energie {\displaystyle E_{kin}} einer Masse m.
{\displaystyle E_{pot}=m\cdot g\cdot h=m\cdot g\cdot q=E_{q}} g: Gravitationskonstante h = q: Verschiebeweg im Gravitationsfeld der Erde
Hieraus erhellt die Bezeichnung „Verschiebung“ für die generalisierte Variable q. 

Zustandstetraeder mit den 4 generalisierten Variablen

Die kinetische Energie einer Masse m ist vom mechanischen Impuls {\displaystyle p=m\cdot v} abhängig:
{\displaystyle E_{kin}={m \over 2}v^{2}={1 \over 2m}{(m\cdot v)}^{2}={1 \over 2m}{(p)}^{2}=E(p)} v: Geschwindigkeit der Masse m
Der generalisierte Impuls p hat demnach seine Bezeichnung vom  Impulsbegriff der mechanischen Domäne.
Die Zusammenhänge zwischen den vier generalisierten Variablen kann man gut mit dem sogenannten Zustandstetraeder als mnemotechnische Hilfe verdeutlichen.
Die Bedeutung der vier generalisierten Variablen in den unterschiedlichen Domänen Mechanik, Elektrotechnik und Hydraulik kann man der folgenden Tabelle entnehmen.
| Generalisierte Variablen | Translation                                               | Rotation                                                    | Elektrisch                                            | Hydraulisch                                            | Magnetisch |
| ------------------------ | --------------------------------------------------------- | ----------------------------------------------------------- | ----------------------------------------------------- | ------------------------------------------------------ | --- |
| e (Effort)               | F (Kraft) [F] = N                                         | M (Drehmoment) [M] = Nm                                     | U (Potential) [U] = V                                 | p (Druck) [p] = N/m²                                   | UM (magnetische Spannung) {\displaystyle U_{M}=R_{M}\cdot \Phi } RM : magnetischer Widerstand [RM] =1/Henry = A/V·s [UM] = (Windungszahl) ·A |
| f (Flow)                 | v (Geschwindigkeit) [v] = m/s                             | ω (Winkelgeschwindigkeit) [ω] = rad/s                       | i (Strom) [i] = A                                     | {\displaystyle Q={\dot {V}}} (Volumenstrom) [Q] = m³/s | {\displaystyle {\dot {\Phi }}} (Flussänderung) [{\displaystyle {\dot {\Phi }}}] = Weber/s = Volt                                             |
| p (Impuls)               | p (Impuls) [p] = Ns                                       | D (Drehimpuls) {\displaystyle D=J\cdot \omega } [D] = Nms   | λ (Windungsfluss) [λ] = Vs                            | p (Druckimpuls) [p] = Ns/m²                            | {\displaystyle \lambda } (Windungsfluss) = N · {\displaystyle \Phi } [{\displaystyle \lambda }] = (Windungszahl) ·Weber                      |
| q (Verschiebung)         | x (Verschiebung) [x] = m                                  | α (Verschiebung) [α] = rad                                  | q (Ladung) [q] = As = Coulomb                         | V (Volumen) [V] = m³                                   | {\displaystyle \Phi } (magnetischer Fluss) [{\displaystyle \Phi }] = V·s = Tesla · m² = Weber                                                |
| P (Leistung)             | {\displaystyle P=F\cdot v} [P] = Nm/s = Watt              | {\displaystyle P=M\cdot \omega } [P] = Watt                 | {\displaystyle P=U\cdot i} [P] = Watt                 | {\displaystyle P=p\cdot Q} [P] = Watt                  | {\displaystyle P=U_{M}\cdot {\dot {\Phi }}} [P] = Watt                                                                                       |
| E (Energie)              | {\displaystyle E=\int Fdx=\int vdp} [E] = Ws = Nm = Joule | {\displaystyle E=\int Md\alpha =\int \omega dD} [E] = Joule | {\displaystyle E=\int Udq=\int id\lambda } [E] =Joule | {\displaystyle E=\int pdV=\int Qdp_{p}} [E] = Joule    | {\displaystyle E=\int U_{M}\cdot {d\Phi \over dt}\cdot dt=\int U_{M}d\Phi } [E] = Joule                                                      |

#### 2-Port Transformer

Symbol des Transformers im Bondgraphen

Beispiele für Transformer unterschiedlicher Domänen

Gyratorsymbol und Beispiele aus unterschiedlichen Domänen

#### 2-Port Gyrator

Äquivalenzen von Reihenschaltungen

#### Flow-Junction

Flow-Junction mit drei Ports

Parallelschwingkreis und Bondgraph

#### Effort-Junction

Effort-Junction mit drei Ports

Serienschwingkreis und Bondgraph

Vergleich des dynamischen Verhaltens von Serienschwingkreis und Einmassenschwinger

### Kausalität von Quellen

Kausalitätszuweisung von Quellen

### Kausalität von Transformer und Gyrator

Kausalitätszuweisungen von Transformern und Gyratoren

### Kausalität von Junctions

Kausalitätszuweisung von Junctions

### Kausalität von Speichern

Kausalitäten von I-Elementen

Kausalität von C-Elementen

### Kausalität des R-Elementes

Alternative Kausalitäten von R-Elementen

### Kausalitätszuweisung

Beispiel für eine Kausalitätszuweisung

## Erstellung von Bondgraphen

Erstellen des Bondgraphen für ein einfaches elektrisches System

## Wort-Bondgraphen

Erregter Einmassenschwinger

Andere grafische Darstellungen von mathematischen Modellen dynamischer Systeme wie Blockdiagramme oder Signalflusspläne sind signalflussorientiert bzw. funktionsorientiert. Sie bilden das mathematische Modell des Systems ab und nicht direkt die Objekte oder Komponenten eines Systems. Ein sehr einfaches Beispiel eines mechanischen Systems ist der Einmassenschwinger. Dies ist ein idealisiertes Modell eines schwingungsfähigen Systems aus einer Masse m, einer elastischen Feder mit der Steifigkeit k und einem fluidischen Dämpfer mit viskoser Reibung und einer Dämpfungskonstante d. Als Idealisierung ist alle Masse als im Schwerpunkt S (Massenmittelpunkt) von m konzentriert gedacht und zwischen Masse und Untergrund hat die Reibung den Wert Null. Die Masse wird durch eine Kraft F(t) ausgelenkt und kann sich nur horizontal in der Bewegungsrichtung mit der Wegkoordinate x bewegen. Das mathematische Modell eines solchen Systems ist eine gewöhnliche Differentialgleichung 2. Grades:
{\displaystyle m\cdot {\ddot {x}}+d\cdot {\dot {x}}+k\cdot x=F(t)}

Signalflussplan eines erregten Einmassenschwingers

Will man dieses mathematische Modell als Signalflussplan darstellen, so enthalten die Blöcke des Modells mathematische Übertragungsfunktionen wie die Multiplikation des Eingangssignals mit einem Parameter, oder die Integration des Signals, oder die Addition von Signalen. Die Signale werden als unidirektionale Pfeile dargestellt. Der fertige Signalflussplan enthält nicht mehr die Objekte des Systems (s. Bild).

Wort-Bondgraph eines Einmassenschwingers

Im Unterschied zu dieser Art der grafischen Darstellung des Modells eines dynamischen Systems ist ein Bondgraph strukturorientiert. In einem Wort-Bondgraphen werden die Komponenten des Systems mit ihrem Namen eingefügt und durch Leistungsbonds entsprechend dem Energiefluss im System untereinander verbunden. Er enthält alle realen Komponenten und die Systemstruktur wird so abgebildet, wie sie in der Realität vorliegt. Der abgebildete Wort-Bondgraph des Einmassenschwingers verwendet für die Leistungsbonds der Einfachheit halber stark stilisierte Halbpfeile. Durch die Erregerkraft F(t) wird Leistung auf die Masse m übertragen. Die Energie fließt anteilig über zwei Leistungsbonds in die beiden Komponenten Feder und Dämpfer, die dadurch gedehnt bzw. bewegt werden. Abschließend fließt die Energie über zwei Leistungsbonds in die ruhende Wand, wodurch dort Auflagerkräfte (Effort) hervorgerufen werden. Da aber die Geschwindigkeit (Flow) der Wand den Wert Null hat, fließt keine Leistung in die Wand, da {\displaystyle P=F\cdot v} gilt.
Ein Wort-Bondgraph ist gut geeignet, um die Struktur und die Leistungsflüsse zwischen den Komponenten zu visualisieren. Allerdings kann man hieraus noch nicht direkt ein mathematisches Modell ableiten, um das Modellverhalten beispielsweise durch eine Simulation zu untersuchen. Der einfache Einmassenschwinger enthält nur Komponenten mit konzentrierten Parametern. Für solche Bauelemente kann man sehr einfache grundlegende Typen von Bondgraph-Elementen definieren, die die oben bereits aufgeführten Eigenschaften besitzen. Diese werden dann idealisiert, um die wesentlichen Eigenschaften hervorzuheben und voneinander zu trennen. Beispielsweise wird bei der Feder angenommen, dass diese Energie – in Form potentieller Energie – speichern kann, aber keinerlei Verluste durch Reibung oder Ähnliches auftreten. Dissipative Verluste treten dafür im Dämpfer auf, der aber keinerlei Energie speichern kann. Die Masse wiederum ist ein starrer Körper, der Energie in Form von kinetischer Energie speichert und verlustfrei wieder abgibt. Im folgenden Abschnitt werden die unterschiedlichen Typen grundlegender Bondgraph-Elemente und ihre mathematische Beschreibung aufgelistet.

## Grundlegende Elemente des Bondgraphen
Einfache Bauelemente mit konzentrierten Parametern haben in der Regel nur 1-Port, über das sie Leistung aufnehmen oder abgeben können. Diese 1-Port Elemente werden im Bondgraphen als einzelner Großbuchstabe dargestellt, in welchen Leistungsbonds hinein- oder herausführen. Für einen vollständigen Bondgraphen sind dann noch weitere Multi-Port-Elemente erforderlich.

#### 1-Port Widerstand (Resistor)

R-Element mit Ableitung von Wärmeverlusten

#### 1-Port C-Element (Capacity, Compliance)

C-Elemente des Bondgraphen

#### 1-Port I-Element (Inductance, Inertia)

I-Elemente des Bondgraphen

Zustandstetraeder der elektrischen Domäne

### 1-Port Elemente

Symbole des Bondgraphen für Quellen von Effort oder Flow und Beispiele